# Iznogoud (personnage)
Pour les articles homonymes, voir Iznogoud.

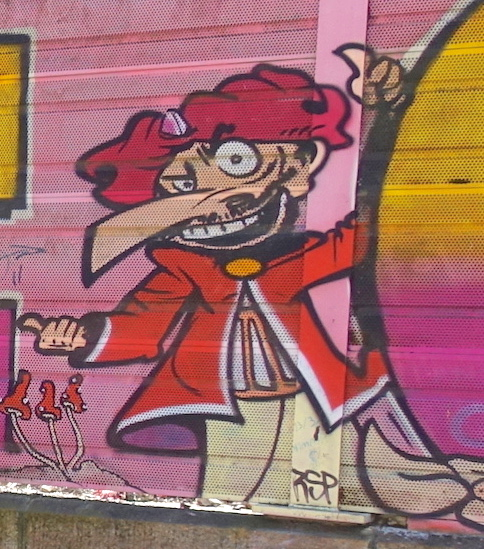
Graffiti d'Iznogoud à la gare de Genève-Cornavin

Iznogoud est le protagoniste de la série de bande dessinée éponyme. Il constitue le cas typique du antihéros comique : plein de défauts, ridicule et motivé par des intentions malsaines, il demeure cependant sympathique au lecteur, justement pour ses défauts.

## Description
Iznogoud est le grand vizir de Bagdad. Comme son nom l'indique, il est cruel, égoïste, tyrannique, râleur, très méchant et très hargneux. Comble de ridicule, il est moche et très petit comparé aux autres habitants de Bagdad. Il possède un fidèle homme de main, Dilat Laraht, qui lui sert avant tout de souffre-douleur, étant peu efficace pour le reste. Il ne souhaite qu'une seule chose : détrôner le calife Haroun El Poussah pour lui prendre sa place. Pour cette raison, il répète incessamment « Je veux être calife à la place du calife » en trépignant, et ne songe à rien d'autre.
Tout Bagdad sait qu'il veut être calife à la place du calife, à l'exception du calife lui-même, qui croit fermement en la bonté d'Iznogoud, et ne croirait en aucun cas quiconque tenterait de lui expliquer la vérité (dans Mais qui a tué le Calife ?, il avoue à Iznogoud qu'il reçoit souvent des lettres anonymes lui disant que son grand vizir veut prendre sa place, mais qu'il n'y croit pas une seconde). Malgré cette confiance aveugle, Iznogoud fait preuve vis-à-vis du calife de fiellerie et d'hypocrisie à un point surprenant, mais inutile.
Iznogoud est en outre machiavélique, et imagine tous les plans possibles pour atteindre son but, employant tous les moyens, depuis la magie jusqu'au complot politique en passant par les vols. Mais presque à chaque fois, ce plan déclenche une catastrophe le coinçant dans une situation inextricable, ce qui ne l'empêche pas de toujours revenir indemne l'aventure suivante. Cependant, il arrive dans certains albums, et de plus en plus fréquemment, qu'il sorte indemne de ses complots, bien qu'ayant toujours échoué (dans Iznogoud enfin Calife, il échappe de justesse à la décapitation à la fin de l'album). D'ailleurs, s'il se retrouve presque toujours bloqué dans ces situations, il n'est jamais tué ou mort.
Dans les derniers albums, par exemple L'Anniversaire d'Iznogoud et Mais qui a tué le Calife ?, le Grand Chambellan du Calife devient un ennemi d'Iznogoud, jouant parfois un rôle de nuisance.
Iznogoud use souvent de la menace du pal sur ceux qui refusent de lui obéir, ce qui mène à certains gags récurrents à ce sujet. Le générique de la série télévisée y fait une allusion dans un couplet : « Entre le Bien et le Mal,
Pas de problème c'est le pal,
Qu'il réserve aux troubles-fêtes,
Mhhm... ça lui monte à la tête. »
Naturellement, cette attitude rend Iznogoud craint et haï de tout Bagdad, et le Calife est sans doute la seule personne de la ville à l'aimer sincèrement. L'épisode Une Carotte pour Iznogoud révèle par exemple qu'il sert de croquemitaine pour faire peur aux enfants et les pousser à prendre leur soupe. Dans Iznogoud enfin Calife, une conspiration est même organisée par presque tout le palais pour le condamner à mort.
Son nom est un jeu de mots sur la phrase anglaise « He's no good » (« Il n'est pas bon »). De même son fils (qui n'apparaît que dans les albums Les Cauchemars d'Iznogoud) s'appelle Izveribad (« Il est très mauvais »).

## Origine
L'album L'Enfance d'Iznogoud révèle l'origine exacte des aventures du personnage : il était à l'origine un enfant bon, aimable et honnête, le meilleur ami du fils du Calife, Haroun El Poussah. Malheureusement, il tomba dans un baquet de potion magique qui avait la particularité de rendre une idée fixe pour une journée quiconque en buvait, et laissait un effet permanent si on tombait dedans (clin d'œil à la bande dessinée Astérix, où Obélix est doté d'une force surhumaine permanente depuis qu'il est tombé dans une marmite de potion magique), à un moment où il réfléchissait au concept de "devenir calife à la place du calife" qu'il avait entendu quelques minutes plus tôt. Depuis ce jour, il devint l'individu désagréable et tyrannique que l'on connaît, plus que jamais déterminé à concrétiser son projet.

## Hommage
Depuis 1992, le Prix Iznogoud récompense « une personnalité qui a tenté de devenir calife à la place du calife, s’est vantée et a lamentablement échoué dans son entreprise ».
Dans l'album Astérix chez Rahàzade, le méchant Kiwoàlàh fait référence à Iznogoud en disant qu'il s'agit de son cousin. Comme Iznogoud vit des siècles plus tard, « cousin » se réfère plus probablement à leur lien de scénariste — Iznogoud a été créé par Goscinny, comme Astérix.

## Cinéma
- Iznogoud est interprété par Michaël Youn dans le film du même nom sorti en 2005.